# Sebacinsyra
Sebacinsyra är en alifatisk dikarboxylsyra, som används som tillsats i smörjmedel, hydraulolja och kosmetika. Namnet härrör från latinets Sebaceus talgljus. Syran är en ett kol längre homolog till azelainsyra.

## Egenskaper och framställning
Sebacinsyra tillhör oxalsyreserien och förekommer i härskna fettämnen. Den bildar lätta, vita kristallnålar som smälter vid ca 133 °C. Den är lättlöslig i etanol, eter och varmt vatten. Dess alkalisalter är lättlösliga, medan dess övriga metallsalter är svårlösliga, dock med undantag för magnesiumsaltet, som är lättlösligt till skillnad från de övriga fettsyrornas magnesiumföreningar.
Sebacinsyra kan framställas genom destillation av ricinolja med etskali och används för tillverkning av sebacylsyreestrar, särskilt syrans metyl- och dietylföreningar.